# فرانك كامينز (لاعب كرة قدم أسترالية)
فرانك كامينز (بالإنجليزية: Frank Cummins)‏ هو لاعب كرة قدم أسترالية أسترالي، ولد في 26 سبتمبر 1896، وتوفي في 23 مايو 1971.

## وصلات خارجية
- فرانك كامينز على موقع AustralianFootball.com (الإنجليزية)
- فرانك كامينز على موقع AFLtables.com (الإنجليزية)